# Neleucania niveicosta
Neleucania niveicosta är en fjärilsart som beskrevs av Smith 1902. Neleucania niveicosta ingår i släktet Neleucania och familjen nattflyn. Inga underarter finns listade i Catalogue of Life.